# Günter Schwaiger
Günter Schwaiger (* 11. September 1965 in Neumarkt am Wallersee) ist ein österreichischer Regisseur und Filmproduzent.

## Leben
Schwaiger studierte Ethnologie und Theaterwissenschaften an der Universität Wien. Seit 1993 ist er als Regisseur, Produzent und Drehbuchautor tätig. Neben Filmen inszeniert er auch Theaterstücke und Opern. Nach fünf Kurzfilmen und sechs Dokumentarfilmen produzierte er im Jahr 2019 seinen ersten Spielfilm, Der Taucher. Schwaiger ist auch Filmeditor und Kameramann.
Viele seiner Filme wurden auf internationalen Filmfestivals  gezeigt, darunter das International Documentary Film Festival Amsterdam, das Locarno Film Festival, die Internationalen Filmfestspiele Berlin, die Internationalen Hofer Filmtage, das DOK Leipzig, und die Viennale.
Schwaiger lebt und arbeitet in Spanien und Österreich. Er ist Mitglied der spanischen Filmakademie, der österreichischen Filmakademie und der europäischen Filmakademie (EFA)

## Filmografie
- 1993: Das seltsame Ende eines Frühstücks in der Ewigkeit (El extraño final de un desayuno en la eternidad)
- 1994: Suppenkasper (León)
- 1996: Fünf Füße und ein Wunsch (Cinco pies y un deseo)
- 1998: Niemandsland (Tierra de nadie)
- 2001: Ausflug (La excursión)
- 2005: Santa Cruz por ejemplo… – Der Mord von Santa Cruz (Santa Cruz...Por Ejemplo)
- 2007: Hafners Paradies (Hafner’s Paradise)
- 2009: Arena
- 2011: Ibiza Abendland (Ibiza Occident)
- 2013: Martas Koffer (La maleta de Marta)
- 2015: Seit die Welt Welt ist (Desde que el mundo es mundo)
- 2019: Der Taucher
- 2023: Wer hat Angst vor Braunau?

## Auszeichnungen (Auswahl)
- 2005: Förderpreis Kunst und Kultur der Stadt Salzburg[10]
- 2007: Premio Tiempo de Historia –  Seminci Valladolid International Film Festival[11]
- 2015: Cine Verde Award – World Premiere Film Festival Philippines[12]
- 2023: Hans-Vogt-Filmpreis[13], Internationale Hofer Filmtage
- 2023: Publikumspreis – Internationales Filmfestival Freistadt Der Neue Heimatfilm[14]
- 2024 Franz Grabner Preis[15], Filmfestival Diagonale
- 2024 Österreichischer Filmpreis – nominiert für besten Dokumentarfilm

## Belege
1. ↑  Günter Schwaiger In: Webseite vom Verband Filmregie Österreich. Abgerufen am 1. März 2021.
2. ↑  Oberon Amsterdam www.oberon.nl: Ibiza Occident | IDFA. Abgerufen am 2. Februar 2021.
3. ↑  El polémico documental ‘El paraíso de Hafner’ se exhibirá en el Bundestag – Rebelion. Abgerufen am 2. Februar 2021 (spanisch).
4. ↑  Günter Schwaiger about THE DIVER INSIDE / DER TAUCHER | Hof International Film Festival. 26. Oktober 2019, abgerufen am 2. Februar 2021 (amerikanisches Englisch).
5. ↑  Since the World Was World · DOK Leipzig. Abgerufen am 2. Februar 2021.
6. ↑  ARENA | Viennale. Abgerufen am 2. Februar 2021 (englisch).
7. ↑  Günter Schwaiger • Docma. Abgerufen am 28. September 2021 (spanisch).
8. ↑  Mitglieder. Archiviert vom Original (nicht mehr online verfügbar) am 4. November 2021; abgerufen am 28. September 2021.  Info: Der Archivlink wurde automatisch eingesetzt und noch nicht geprüft. Bitte prüfe Original- und Archivlink gemäß Anleitung und entferne dann diesen Hinweis.
9. ↑  Günter Schwaiger: Au sujet de Santa Cruz, por ejemplo, un film de Günter Schwaiger. In: Cultures & conflits. Nr. 72, 20. Dezember 2008, ISSN 1157-996X, doi:10.4000/conflits.14193.
10. ↑  Kulturfonds der Stadt Salzburg: Vergabe 2005. Abgerufen am 1. November 2023.
11. ↑  52 Semana Internacional de Cine de Valladolid. Abgerufen am 1. November 2023 (europäisches Spanisch).
12. ↑  World Premieres Film Festival Philippines Awards 2015. In: Photos & Text by Jude Bautista. 29. Juni 2015, abgerufen am 1. November 2023 (englisch).
13. ↑  Jan Werner: Hans-Vogt-Preis für Günter Schwaiger. In: frankenpost.de. 25. Oktober 2023, abgerufen am 25. Oktober 2023.
14. ↑  WER HAT ANGST VOR BRAUNAU? – Local Bühne. Abgerufen am 1. November 2023 (deutsch).
15. ↑  Franz-Grabner-Preis 2024. Abgerufen am 10. April 2024.

| Personendaten    | Personendaten                            |
| ---------------- | ---------------------------------------- |
| NAME             | Schwaiger, Günter                        |
| KURZBESCHREIBUNG | österreichischer Regisseur und Produzent |
| GEBURTSDATUM     | 11. September 1965                       |
| GEBURTSORT       | Neumarkt am Wallersee                    |